# Pussycat
Pussycat è stato un gruppo musicale olandese di genere country e pop composto dalle tre sorelle Kowalczyk, Toni, Betty e Marianne, dal chitarrista Lou Willé (allora marito di Toni) e da Theo Wetzels, Theo Coumans e John Theunissen.
Il loro brano Mississippi del 1975 fu un grande successo in molti paesi europei, compreso il Regno Unito, dove raggiunse il primo posto nella UK Singles Chart rimanendovi per otto settimane, vendendo oltre 5 milioni di copie nel mondo.

## Storia del gruppo
Il gruppo si formò nel 1973 quando Toni Kowalczyk si sposò con Lou Willé, chitarrista del gruppo Ricky Rendall and His Centurions. All'inizio il gruppo si chiamava Sweet Reaction ma dopo breve tempo prese il nome di Pussycat.
Nel 1975 il singolo Mississippi, scritto da John Theunissen, ebbe un grande successo in Europa e, un anno dopo, nell'agosto 1976, raggiunse anche il primo posto nella UK Singles Chart, rimanendovi per quattro settimane. Seguirono Smile nel 1976 ed Hey Joe nel 1978. Altri successi furono If You Ever Come to Amsterdam, Georgie, Wet Day in September e My Broken Souvenirs
La loro carriera durò oltre un decennio, con circa 17 album prodotti. Nel 1978 Hans Lutjens sostituì Coumans alle percussioni e il gruppo continuò ad incidere dischi e a fare tournée. Si esibirono spesso nel programma televisivo tedesco  Musikladen verso la fine degli anni settanta e i primi anni ottanta.

## Discografia

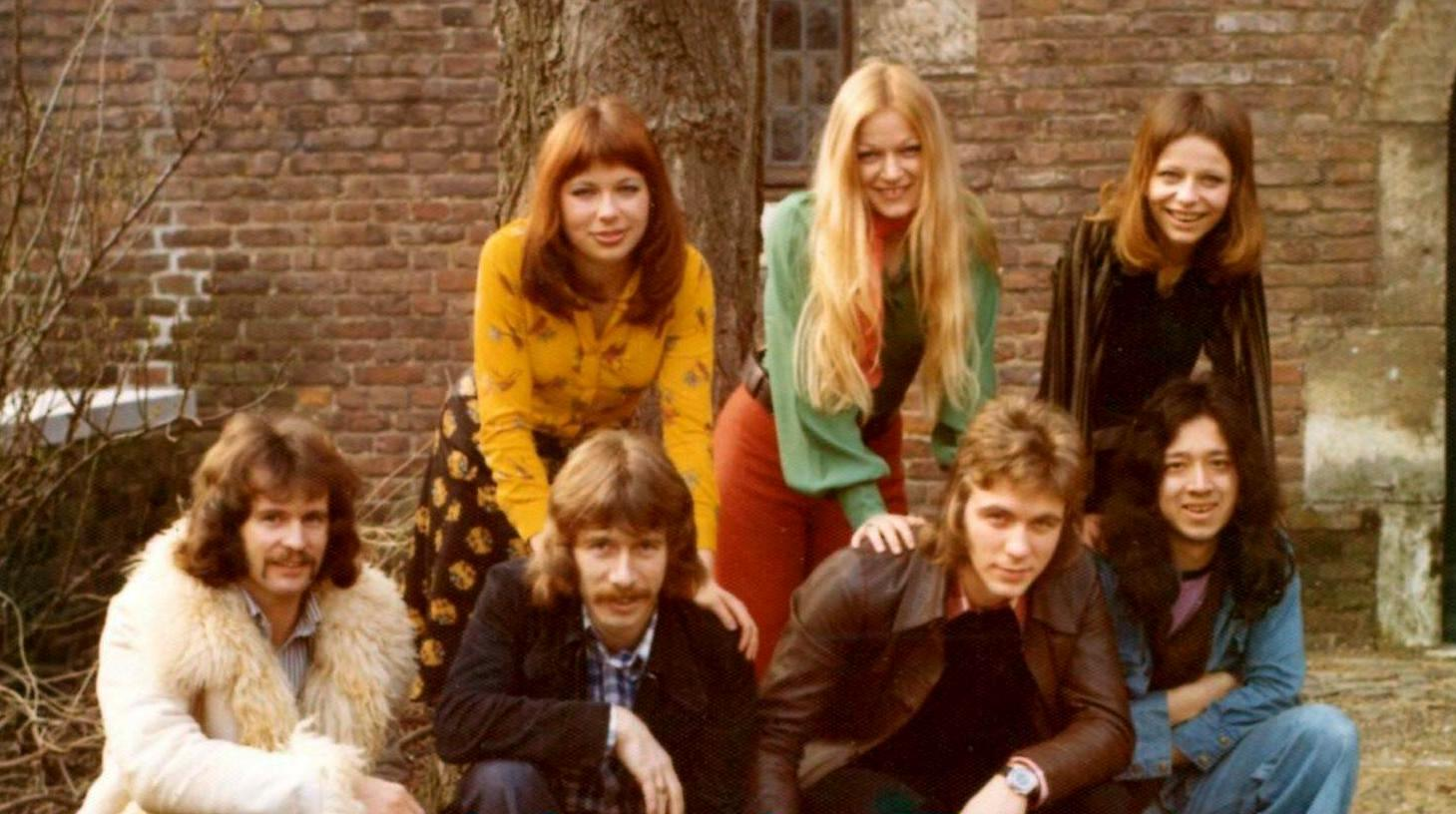
Il gruppo negli anni Settanta

### Album
- 1976 – First of All (EMI-Bovema Holland)
- 1977 – Souvenirs (EMI)
- 1978 – Wet Day in September (Bovema Negram)
- 1979 – Simply to be with You (Bovema Negram)
- 1979 – The Best of Pussycat (Bovema Negram)
- 1981 – Blue Lights (EMI)
- 1983 – After All (EMI)
- 1994 – The Collection & More (Arcade)
- 2001 – 25 Jaar na Mississippi (EMI)